# George Goschen, 2:e viscount Goschen
George Joachim Goschen, 2:e viscount Goschen, född 15 oktober 1866, död 24 juli 1952, var en brittisk politiker och medlem av underhuset för valkretsen East Grinstead 1895-1906. Förordnad som guvernör i Madras 1924-1929 och sedan tillförordnad vicekung av Indien 1929-1931. Son till George Goschen, 1:e viscount Goschen.